# Gli ultimi fuorilegge (film 2019)
Gli ultimi fuorilegge (Never Grow Old) è un film western revisionista del 2019 scritto e diretto da Ivan Kavanagh.

## Trama
Garlow, una città sulla California Trail, viene messa a ferro e fuoco da Dutch Albert e il suo gruppo di fuorilegge. Patrick Tate, titolare di un'impresa di pompe funebri, e la sua famiglia si arricchiscono, ma un giorno vengono minacciati dai banditi.

## Accoglienza
Rotten Tomatoes, un aggregatore di recensioni, riporta che il 90% dei 21 critici intervistati ha dato al film una recensione positiva. La valutazione media è 6.7/10. Sulla base di 8 recensioni, Metacritic lo ha valutato 65/100, che etichetta come "recensioni generalmente favorevoli".